# سایوز ام‌اس-۵
سایوز-ام‌اس-۵ (به روسی: Союз )(به معنای اتحاد) یک مأموریت سرنشین دار سازمان ملی فضانوردی روسیه به سمت ایستگاه فضایی بین‌المللی محسوب می‌شود.

همچنین فضاپیمای این مأموریت وظیفه ارسال و بازگرداندن تعدادی از فضانوردان گروه اعزامی ۵۲ و گروه اعزامی ۵۳ را نیز بر عهده داشت.

## اهداف مأموریت
هدف اصلی این مأموریت، انتقال خدمه جدید به ایستگاه فضایی بین‌المللی برای انجام تحقیقات علمی، نگهداری از ایستگاه و فعالیت‌های عملیاتی بود. این فضانوردان به خدمه موجود در ایستگاه پیوستند تا اکسپدیشن ۵۲ را تکمیل کرده و سپس به عنوان بخشی از اکسپدیشن ۵۳ به کار خود ادامه دهند.

## مدت زمان مأموریت
این مأموریت حدود ۱۳۹ روز به طول انجامید. فضانوردان پس از اتمام مأموریت خود در تاریخ ۱۴ دسامبر ۲۰۱۷ با همان کپسول سایوز ام‌اس-۰۵ به زمین بازگشتند.

## نکات برجسته
- این پرواز، بخشی از برنامه منظم اعزام و بازگشت خدمه به ایستگاه فضایی بین‌المللی بود.
- پائولو نسپولی، فضانورد ایتالیایی، در این مأموریت سومین پرواز فضایی خود را تجربه کرد.
- سرگئی ریازانسکی، فرمانده این مأموریت، دومین پرواز فضایی خود را انجام داد.
- رندی برسنیک، فضانورد ناسا، نیز دومین پرواز فضایی خود را در این مأموریت تجربه کرد.

مأموریت سایوز ام‌اس-۰۵ با موفقیت کامل انجام شد و به چرخه مداوم حضور انسان در فضا و انجام تحقیقات علمی در ایستگاه فضایی بین‌المللی کمک شایانی کرد.

## خدمه مأموریت
| نام               | ملیت                | تعداد پرواز | نقش عملیاتی | تصویر |
| سرگی ریازانسکی    | روسیه               | ۲           | فرمانده     |       |
| رونالدوف برسنیک   | ایالات متحده آمریکا | ۲           | مهندس پرواز |       |
| پائولو ای. نسپولی | ایتالیا             | ۳           | مهندس پرواز |       |

## نگارخانه

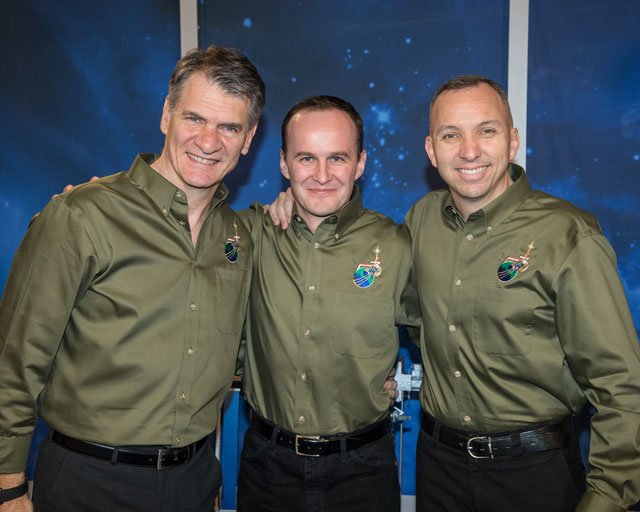
فضانوردان اصلی ام‌اس-۵
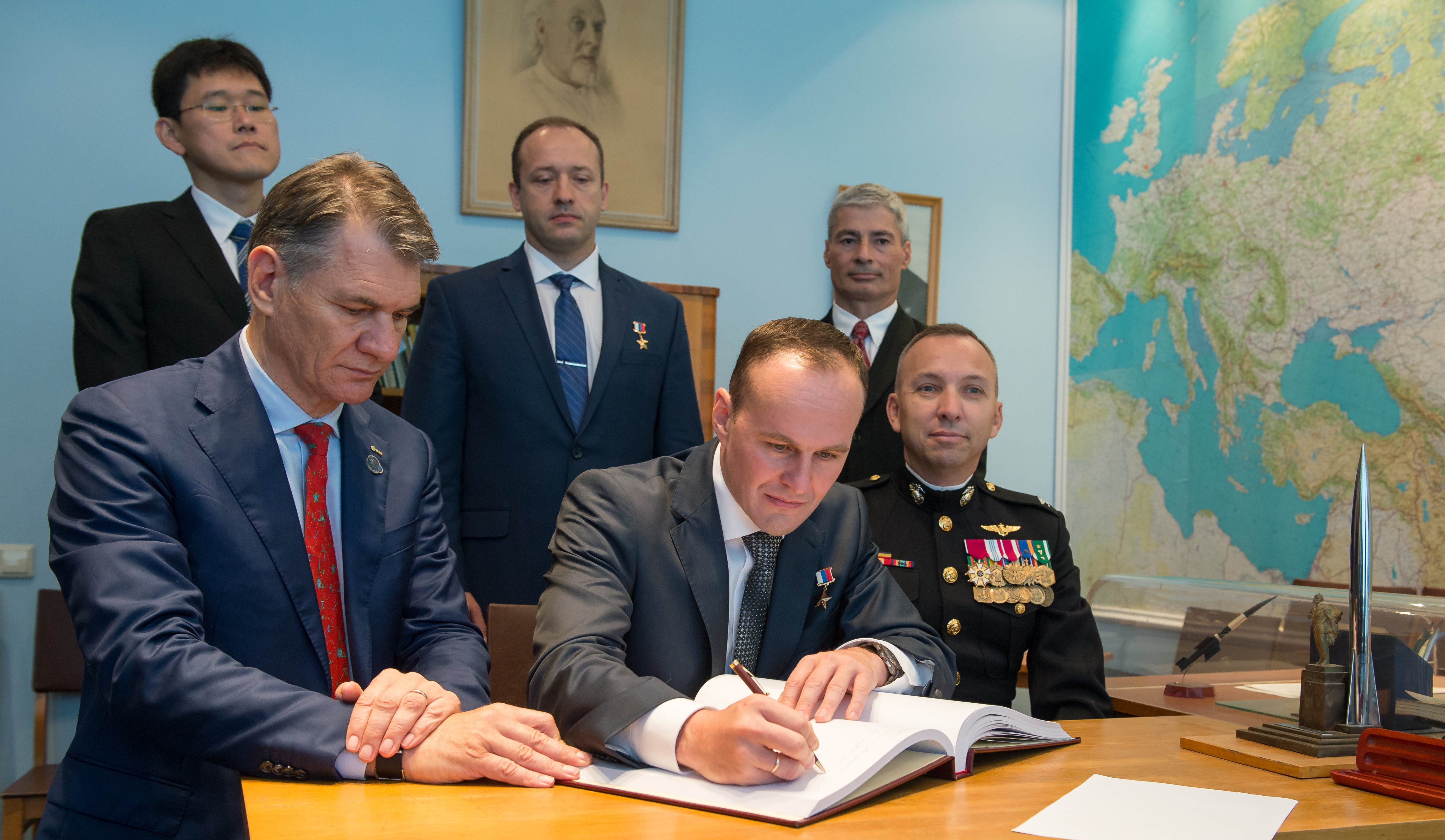
فضانوردان اصلی و پشتیبان ام‌اس-۵
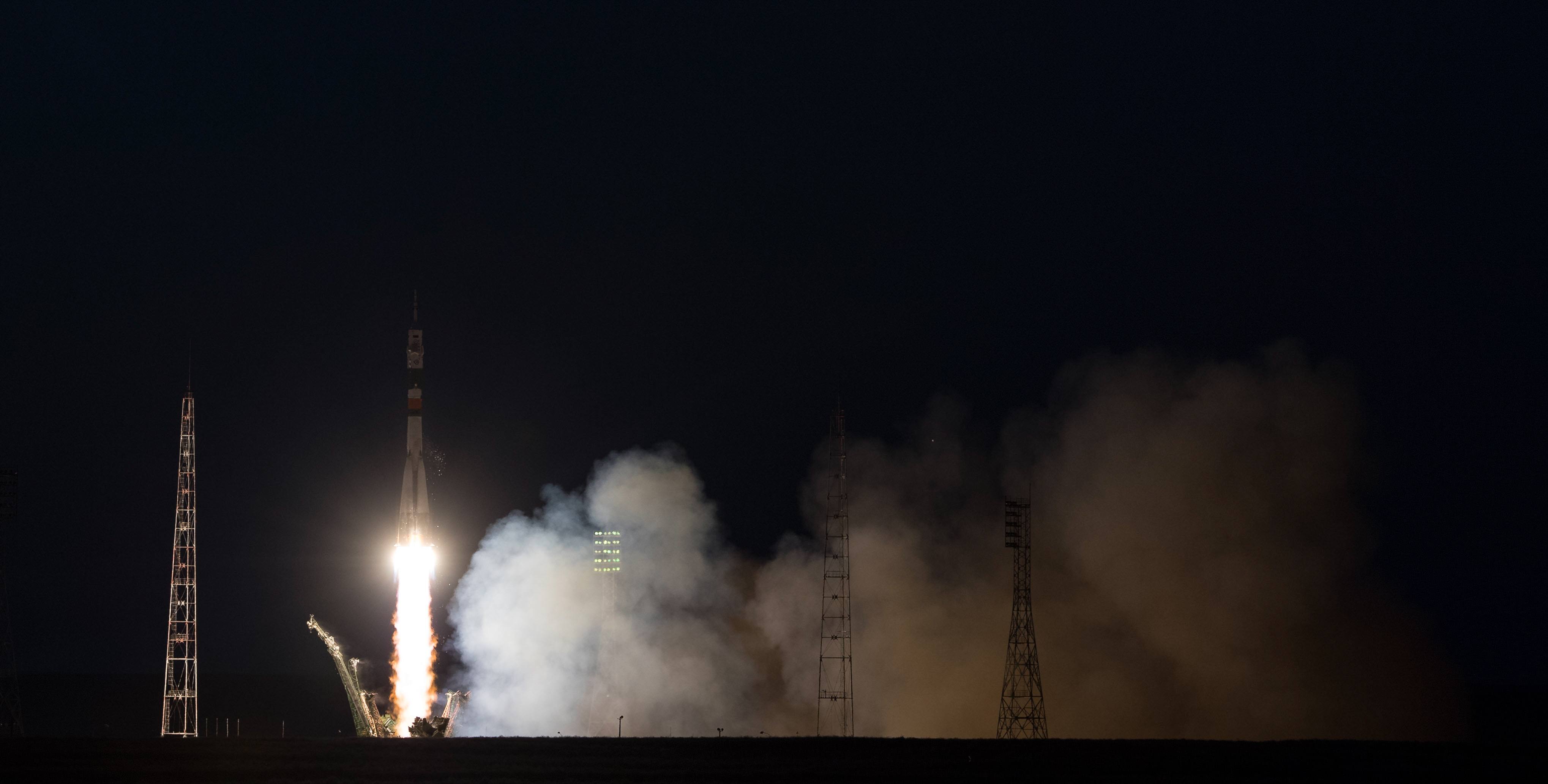
پرتاب ام‌اس-۵
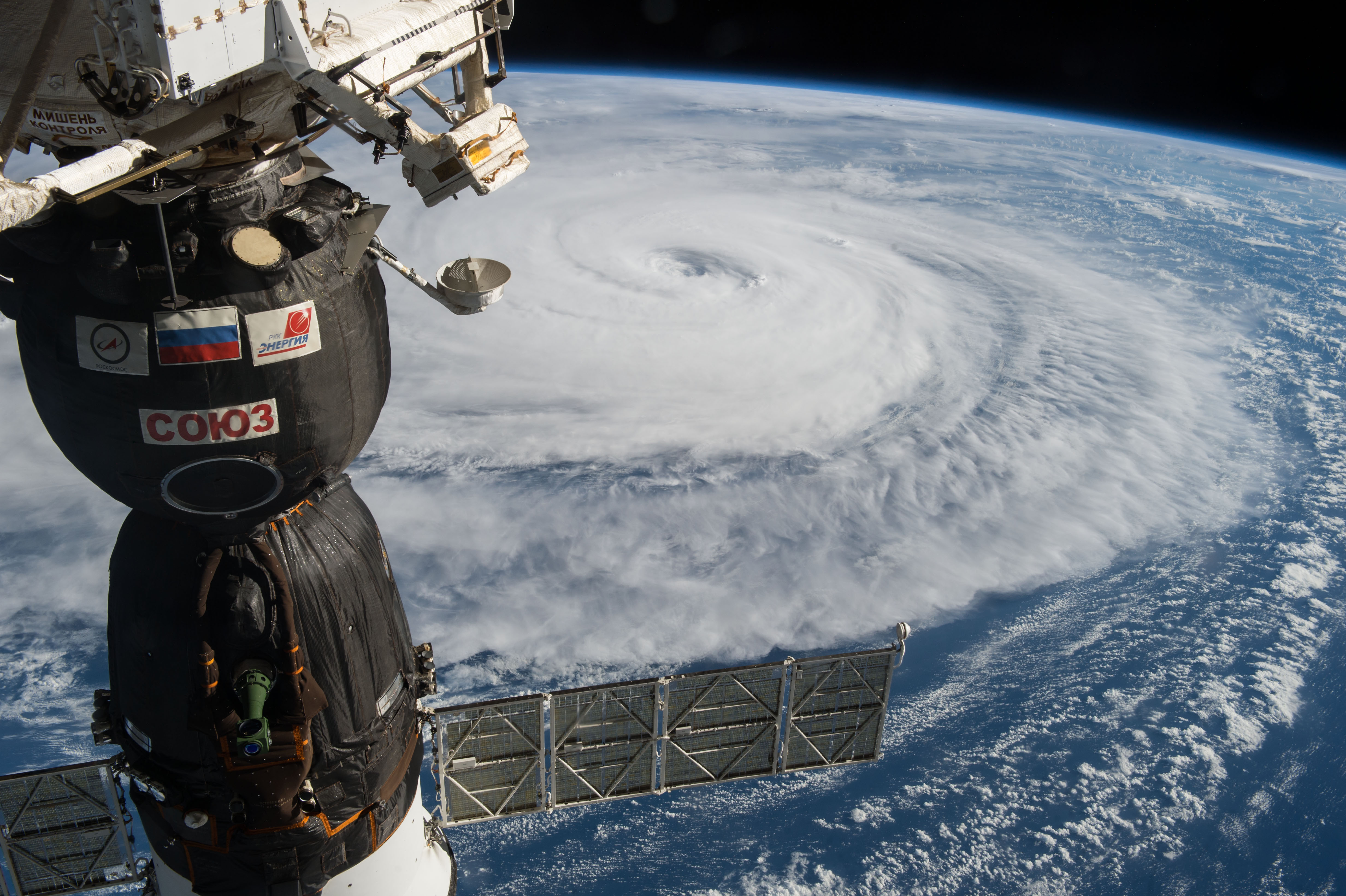
ام‌اس-۵ متصل به ایستگاه
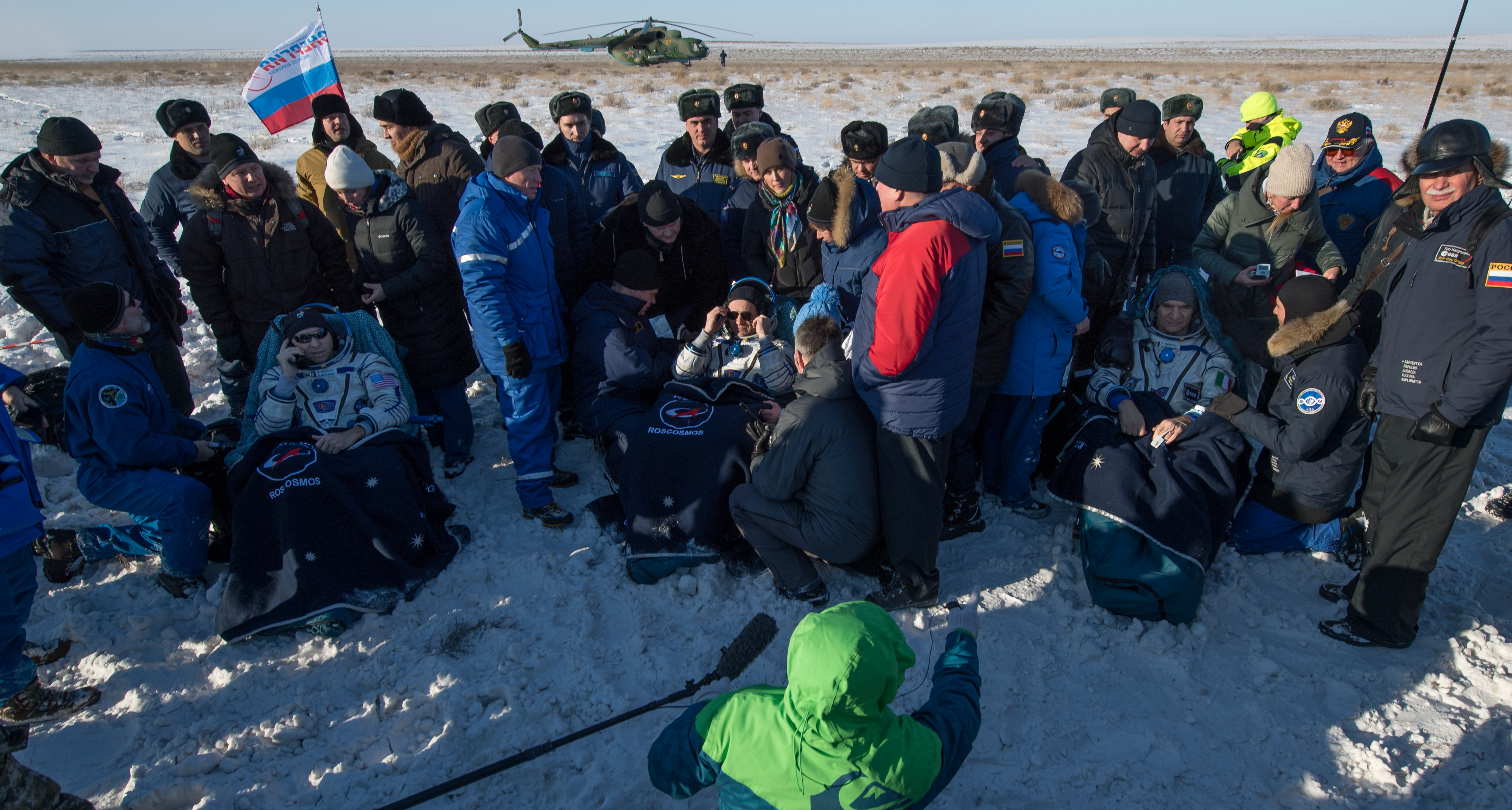
ام‌اس-۵ و گروه اعزامی ۵۳ بعد از فرود